# Václav Chaloupecký
Václav Chaloupecký (Dětenice, 1882. május 12. – Prága, 1951. november 21.) cseh történészprofesszor, a két világháború közti szlovák historiográfia jelentős képviselője.

## Élete
Csehországban született. 1903-1907-ben levéltárosnak tanult a prágai Károly Egyetemen, Josef Pekař történész tanítványa volt. 1907-1919 között Roudnice nad Labem könyvtárosa és levéltárosa. 1919-1938 között állami megbízott a szlovákiai levéltárak és könyvtárak felügyeletére. 1922-1939 között pedagógus, előbb docens, majd 1922-től rendes professzor. 1929-1930-ban a Comenius Egyetem dékánja, 1937-1938-ban rektora volt. 1939-től a Károly Egyetem oktatója.
1938-tól a Cseh Tudományos Akadémia rendes tagja volt. 1939-től a Královská česká společnost nauk külső tagja. Tiszteletbeli tagja volt a Román Tudományos Akadémiának, és tagja a Šafárik Tudós Társaságnak. Kutatásai elsősorban a csehszlovák állameszme megerősítésére irányultak. Szlovákia önállósulási törekvései az ő munkásságát is ellehetetlenítették az országban.
Felesége Ľudmila Groeblová költőnő volt.

## Művei
- Dvě úvahy o národním probuzení na Slovensku (1920)
- K nejstarším dějinám Bratislavy (1922)
- Československé dějiny (1922)
- Staré Slovensko (Sp. fil. fak. Brat. 1923)
- Unsere Grenze gegen Ungarn (1923)
- Das historische recht der magyarischen Nation auf die territoriale Integrität (1923)
- Na úsvitě křesťanství (1924)
- Dvě studie k dějinám Podkarpatska (1925)
- Padělky staroslovenských zpěvů historických (1925)
- K dějinám valdenských v Čechách před hnutím husitským (1925)
- Česká hranice východní koncem XI. století (1926)
- Slovenské dioecese a tak řečená apoštolská práva uherská (1928)
- Martinská deklarace a její politické osudy (1928)
- O znaku Slovenska (1929)
- Nitra a počátky křesťanství na Slovensku (1930)
- Zápas o Slovensko –1918 (1930)
- Der modus vivendi und die Slowakei (1931)
- Kniha Žilinská (1934)
- Svatý Vojtěch (1934)
- Slovenská liturgie (1934)
- Universita Petra Pázmánya a Slovensko (1935)
- Středověké listy ze Slovenska. Sbierka listov a listín písaných jazykom národným z rokov 1462-1490 (1937)
- Počátky státu českého a polského (1937)
- Svatováclavský sborník (1939)
- Na úsvitě křesťanství (1942)
- Valaši na Slovensku (1947)
- Karlova universita v Praze 1348 až 1409 (1948)